# V603 Orla
V603 Orla (V603 Aquilae, V603 Aql, Nova Orla 1918) je bila svetla nova, ki se je pojavila v ozvezdju Orla leta 1918. Je dvozvezdni sestav, ki ga sestavljata bela pritlikavka in nemasivna zvezda v tesnem tiru do te mere, da sta le delno narazen. Bela pritlikavna jemlje snov svoji spremljevalki, ki je napolnila njeno Rosheevo votlino, na njenem akrecijskem disku in površju dokler odvečne snovi ni odneslo proč v termonuklearnem izbruhu.  Ta snov nato tvori razširjajočo lupino, ki se sčasoma zredči in izgine.
Je najsvetlejša nova opažena v zadnjih 300 letih in najsvetlejša v dobi teleskopov. Njeno nepričakovano zelo visoko zaporedno število 603 je posledica tega, ker so poimenovanje spremenljivk razdelali po 2. svetovni vojni.
Novo so prvič opazili 8. junija 1918, ko se je na nebu pojavila zvezda prve magnitude 6° proti severu od ozvezdja Ščita. Nekaj časa je bila svetlejša od Atairja, kasneje pa je postala druga najsvetlejša zvezda severne nebesne poloble (-1m,1), komaj enakega sija kot Sirij (−1m,47).
Med prvimi je novo opazoval Barnard.